# Хипертриглицеридемија
Хипертриглицеридемија описује присуство високе концентрације триглицерида у крви. Триглицериди су најчешћа врста молекула масти код већине живих прганизама. Хипертриглицеридемија се јавља код различитих физиолошких стања и код разних болести. Последице високог нивоа триглицерида се повезују са артериосклерозом, чак и у одсуству хиперхолестеролемије (високог нивоа холестерола у крви), и знак су повећаног ризика за обољевање од кардиоваскуларних обољења. 
Хронично висок нивоа триглицерида у серуму су симптом метаболичког синдрома и неалкохолне болести масне јетре, од којих оба стања типично прате гојазност, што све заједно доприноси морталитету од кардиоваскуларних болести у индустријализованом свету. Екстремно високи триглицериди (изнад 1000  или 11,3 ). повећавају ризик од акутног панкреатитиса.
Хипертриглицеридемија обично нема симптоме, мада високе вредности триглицерида могу да изазову лезије на кожи под именом ксантом.

## Учесталост
Превалентност хипертриглицеридемије код одрасле популације је 15–20 %. У правилу (80–90 % случајева) ниво триглицерида је умерено повишен 180 mg/dl до 400 mg/dl, код око 15 % случајева вредност је између 400 mg/dl и 1000 mg/dl и понекад још виша. Изузетно високе вредности триглицерида су ретке, али су у пракси регистроване вредности преко 15.000 mg/dl.